# Slaviša Stojanovič
Slaviša Stojanović (ur. 6 grudnia 1969 w Gornjim Dejanie) – słoweński piłkarz, a następnie trener piłkarski. W latach 2011–2012 był selekcjonerem reprezentacji Słowenii.

## Kariera piłkarska
W swojej karierze piłkarskiej Stojanović występował w takich słoweńskich klubach jak: ND Slovan Lublana, NK Ljubljana i NK Celje.

## Kariera trenerska
Po zakończeniu kariery piłkarskiej Stojanović został trenerem. W 1998 roku został szkoleniowcem Slovana Lublana. W latach 2001–2002 pracował w klubie NK Livar. Z kolei w 2002 roku zatrudniono go w NK Domžale. W 2003 roku wywalczył z nim awans do pierwszej ligi słoweńskiej. W sezonach 2006/2007 oraz 2007/2008 doprowadził Domžale do zdobycia dwóch tytułów mistrza Słowenii. W 2007 roku klub ten sięgnął też po Puchar Słowenii. W 2008 roku Stojanović poprowadził NK Celje i pracował w nim do 2009 roku.
W 2009 roku Stojanović został asystentem selekcjonera reprezentacji Zjednoczonych Emiratów Arabskich, Srečko Kataneca. Pomógł mu w awansie kadry ZEA na Puchar Azji 2011. We wrześniu 2011 para Katanec-Stojanović została zwolniona po dwóch kolejnych porażkach w eliminacjach do MŚ 2014.
W 2011 roku Stojanović został selekcjonerem reprezentacji Słowenii, w której zastąpił Matjaža Keka.